# Afrocandezea kamerunensis
Afrocandezea kamerunensis es un coleóptero de la familia Chrysomelidae. Fue descrita científicamente por primera vez en 2007 por Scherz & Wagner.